# Савойско херцогство
Савойското херцогство (на латински: Ducatus Sabaudiae; на италиански: Ducato di Savoia; на френски: Duché de Savoie) е създадено през 1416 г. чрез издигането в херцогство на Савойското графство – държава под управлението на Савойската династия, и чрез обединяването му с Княжество Пиемонт. Краят на Савойското херцогство е следствие от Перфектното сливане през 1847 г., когато то е включено в Кралство Сардиния, което по-късно става център на обединението на Италия.
Неговата територия обхваща днешните френски департаменти Савоа, От Савоа и Алп Маритим, както и многобройни италиански територии във Вале д'Аоста и в по-голямата част от Пиемонт.
Столици на херцогството са Шамбери (1416 – 1563) и Торино (1563 – 1713).

## История

### 15 век
Савойското херцогство е създадено през 1416 г., след като императорът на Свещената Римска империя Сигизмунд Люксембургски удостоява с херцогска титла граф Амадей VIII Савойски. По онова време територията на херцогството включва Савоя, Мориен, Вале д'Аоста. Пиемонт, подчинен на различни господства, включително и на маркграфствата Монферат и Салуцо, е доминиран от Савоя в западния си район, включващ Вал ди Суза, Канавезе и градове като Пинероло – столица на кадетския, васален на херцозите клон на Савоя-Ахая, Савиляно, Фосано, Кунео и Торино. Излазът на море, осигурен през 1388 г., се състои от няколко километра крайбрежна ивица около столица на Графство Ница – Ница.
Управлението на Амадей VIII Савойски представлява повратната точка в икономиката и политиката на Пиемонт, и бележи дълбоко историята на държавата. Дългото му царуване е белязано от войни (той разширява териториите на херцогството, като побеждава маркграфствата Монферат и Салуцо), реформи и едикти, и от противоречиви епизоди, сред които и спонтанно избраното от него оттегляне през 1434 г. в замъка Рипай близо до Тонон. Там той основава Ордена на Свети Маврикий и е избран за антипапа през 1439 г. с името Феликс V. Той се отказва от длъжността 10 години по-късно, за да възстанови религиозното единство на християните.
Културен и изискан човек, херцог Амадей VIII дава голям тласък на изкуството (при него работи известният художник Джакомо Якуерио – най-големият представител на късноготическата живопис в Пиемонт), на литературата и на архитектурата, насърчавайки влючването на Пиемонт в италианското изкуство.
Особено важно за неговото управление е създаването на Княжество Пиемонт през август 1424 г., чието управление е поверено на първородния син на Дом Савоя, носещ почетната титла „Принц на Пиемонт“. Херцогът оставя земи на сина си Амадей Савойски, които до голяма степен включват старите територии на клона Савоя-Ахая, анексирани към херцогството през 1418 г., но синът му умира преждевременно през 1431 г. Титлата и наследството му са дадени на второродния син на Амадей VIII – Лудвиг.
Лудвиг Савойски се оказва по-неспособен от енергичния си баща. Династията, в която през последните години се открояват фигурите на Амадей VI, Амадей VII и Амадей VIII, през 15 век навлиза в период на застой. Натискът на близките сили, по-специално на Кралство Франция, пречи на развитието, характерно за останалата част на Ренесансова Италия.
С царуването на Лудвиг, описан в писмо на посланик на Сфорца от 14 март 1458 г. като „подчинен на краля на Франция като пъдпъдък на хищна птица“, желаната от баща му Амадей VIII власт отслабва. Слабият Лудвиг е наследен от Амадей IX Савойски – изключително религиозен владетел, впоследствие беатифициран, но с малък практически усет, което позволява на съпругата му Йоланда Френска – сестра на френския крал Луи XI да взима изключително важни решения. В тази ситуация Франция има възможността да се намесва необезпокоявана в делата на Савойското херцогство: напр. решението за брака на сестрата на Амадей IX – Бона Савойска с херцога на Милано Галеацо Мария Сфорца е взето от Луи XI. Това прави Пиемонт тясно свързан с френската корона и не е изненадващо, че благородници начело с Филип II Савойски се опитват да вземат надмощие над слабия Амадей IX, за да поставят енергичния Филип на трона.
Савойското херцогство е в лошо икономическо положение не само поради войната, завършила с Мирния договор от Геме през 1467 г., но и поради лошото управление на Йоланда Френска и непрестанните дарения на Амадей IX за нуждаещите се във Верчели. То е поверено на Филиберт I Савойски, още момче, който обаче умира едва 17-годишен след 10 години царуване. На престола идва Карл I Савойски, наречен „Войнствения“, многообещаващ за възраждането на страната. Карл I слага край на злоупотребите на благородниците, смазва наемниците, които опустошават провинцията, и побеждава маркграфа на Салуцо Лудвиг II. Той обаче умира преждевременно, оставяйки на съпругата си Бианка Монфератска задачата да управлява държавата от името на малкия им син Карл Йоан Амадей Савойски, който също умира след година царуване на 6-годишна възраст.
Т. нар. „графски клон" на Савоя изчезва с малкия Карл II Савойски, оставяйки свободно пространството за амбициозния Филип II Савойски, стремящ към властта още от времето на Амадей IX. Израснал във френския двор, подобно на своя наследник Филиберт II Савойски, той не успява да възпре влияението на Франция върху Пиемонт, като така посява семената за бъдещото ѝ нашествие отвъд Алпите.

### 16 век
След смъртта на Филиберт II Савойски през 1504 г. управлението поема неговият полубрат Карл III Добрия – слаб херцог, който с происпанската си политика привлича негативното внимание на Франция. От 1515 г. Пиемонт е окупиран от чужди армии, докато френският крал Франсоа I дебне възможност окончателно да анексира Савоя и херцогството към владенията си. През 1536 г. кралят окупира Савойското херцогство, което е нападнато от силен военен контингент. Карл III твърде късно си дава сметка за слабостта на държавата и се опитва да защити възможно най-добре Торино, който обаче губи на 3 април 1536 г. Херцогът е принуден да се оттегли във Верчели, опитвайки се да продължи битката, но така и не вижда държавата си освободена от окупатора.
Синът му Емануил Филиберт I Савойски е херцог, който повече от всеки друг повлиява върху бъдещата савойска политика, като успява да сложи край на мизерията в херцогството, което в продължение на 20 г. е поробвано от френската корона, прекосявано от френско-испански войски и опустошавано от постоянните войни. Мирът от Като Камбрези от 1559 г. възстановява неговата пълна автономия.
Вниманието на Емануил Филиберт I престава да бъде насочено към Франция като терен за завоевание и той мести центъра на управлението на държавата си в Пиемонт, а столицата – в Торино. Градът е укрепен по-добре чрез изграждането на сложна укрепителна система, наречена Цитадела, видима и през 21 век, макар и до голяма степен разрушена от последвалото му разширяване. От военния си опит във Фландрия и от известната си победа в битката при Сен Кантен през 1557 г. Емануил Филиберт I се научава как трябва да се ръководи армия. Той е първият савойски херцог, който създава стабилен военен апарат, формиран не от наемници, а от специално обучени пиемонтски войници.
Неговият син Карл Емануил I постига успех в опита си да разшири херцогството в ущърб на Херцогство Монферат и на Маркграфство Салуцо. Маркграфство Салуцо му е преотстъпено от Франция и го анексира през 1601 г. с Лионския мирен договор след кратката Френско-савойска война. За сметка на това обаче Савойското херцогство трябва да преотстъпи на Кралство Франция Брес, Бюже, Валроме и Жекс. Войните на Карл Емануил I са до голяма степен неуспешни, но въпреки това той е запомнен с прякора „Великия“: многостранно развита и културна личност, поет, умел реформатор, той управлява херцогството в период на сериозна криза с европейските сили, намирайки подкрепата на Хабсбургския двор. Савойската му политика се основава на военни действия от международно значение, като напр. завладяването на Маркграфство Салуцо или като Войната за наследството на Херцогство Мантуа и на Монферат (след смъртта на последния му наследник Винченцо II Гондзага). Като цяло в тези случаи Пиемонт е на страната на Испания, но изживява и трудни моменти, в които му се налага да се оттегли заради Франция (която например му налага Договорът от Суза).

### 17 век
На 11 декември 1602 г. херцог Карл Емануил I безуспешно се опитва да превземе град Женева с нощно нападение, като събитието остава в историята с названието „Поражението на Ескалад“. Налага му се да приеме траен мир, покрепен от Договора от Сен Жулиен от 12 юли 1603 г., който признава независимостта на града. Тогава херцогът започва да води съюзническа политика: с рода Есте от Херцогство Модена и Реджо, чийто бъдещ херцог Алфонсо III д’Есте се жени в Торино на 28 февруари 1608 г. за дъщеря му Изабела, и с рода Гондзага, помирението с който е запечатано чрез брака на другата му дъщеря Маргарита с бъдещия херцог на Мантуа и маркграф на Монферат Франческо IV Гондзага.
Карл Емануил I сключва антииспански съюз с френския крал Анри IV, затвърден между 21 и 25 април 1610 г. в замъка Брудзоло във Вал ди Суза. С Договора от Брудзоло херцогството се ангажира с подкрепата на французите срещу Испания и в замяна получава френската покрепа в бъдещата окупация на Миланското херцогство. Това е скрепено с договора за брака между сина на Карл Емануил I – Виктор Амадей с Елизабета Бурбонска – дъщеря на Анри IV. Договорът и бракът обаче остават само на хартия, понеже няколко дена след подписването му Анри IV е намушкан смъртоносно от религиозния фанатик Франсоа Раваяк. Кралят е наследен от сина си Луи XIII под регентството на майка му Мария Медичи, която не одобрява политиката на покойния ѝ съпруг и работи за решително сближаване с Испания. Още през 1611 г. френският посланик Клод дьо Бульон уведомява Карл Емануил I за прекратяването на Договора от Брудзоло. Френско-испанските отношения обаче не остават идилични: Луи XIII не е толкова происпански настроен колкото майка си Мария Медичи.
Внезапната смърт на херцога на Мантуа Франческо Гондзага – зет на Карл Емануил I заплита допълнително ситуацията. Гондзага има дъщеря от Маргарита Савойска на име Мария Гондзага и син Луиджи, починал малко преди него. Той е наследен от брат си Фердинандо Гондзага, който, бидейки кардинал, се отказва от това в полза на Херцогство Мантуа. Карл Емануил I не приема новия херцог. Твърдейки, че иска да защити правата на внучката си Мария и прилагането на брачните споразумения на дъщеря му Маргарита, подписани и с бащата на Франческо и Фердинандо Гондзага – Винченцо Гондзага, той се вдига на оръжие и през април 1613 г. окупира Трино, Монкалво и Алба. На оръжие се вдигат и други европейски сили: Луи XIII изпраща през 1617 г. армия под командването на Франсоа Лесдигер, за да помогне на херцогството за успешното завладяване на Алба, окупирана от испанците. Войната се провлачва безрезултатно до 1618 г., но има два ефекта: ефект върху имиджа на Карл Емануил I като единственият италиански принц, способен да се противопостави на големите европейски сили, и другият – практически, видим в силния икономически упадък на Савойското херцогство заради военните му разходи.
През 17 век влиянието на Версайския двор върху Пиемонт се завръща. Близостта на Миланското херцогство, където са разположени френски войски, и преотстъпването на една от най-важните савойски крепости – Пинероло силно обвързват Торино с Париж. Дворът, който е испански при Карл Емануил I, става френски при тримата му наследници, а бракът на херцог Виктор Амадей I Савойски с дъщерята на френския крал Анри IV – Мария Кристина Бурбон-Френска, бъдеща „Кралска мадам“, само засилва тази връзка. Мария Кристина държи истинската власт в Херцогството през краткия живот на херцог Франц Хиацинт Савойски и в младежките години на херцог Карл Емануил II Савойски.
Към силното френско влияние се добавят и различни нещастия, многократно стоварили се върху Пиемонт след смъртта на Карл Емануил I, като напр. чумната епидемия през 1630 г., която допринася значително за задълбочаването на вече съществуващата мизерия. За нея говори Алесандро Манцони в „Годениците“ и поради нея дворът бяга временно в Кераско. В Торино умират 3000 души – доста висока цифра, ако се има предвид, че след първите признаци на заразата в града остават едва 11 хил. души.
Към ужаса от войните за наследството на Монферат, окървавили селските райони и принудили Казале да изтърпи дълга обсада, и впоследствие – от чумата, се добавя и конфликтът, породен от намерението на херцог Виктор Амадей I за създаване на антииспанска лига в Италия между 1636 и 1637 г. С Договора от Кераско от 1631 г. Пиемонт се ангажира с това да преотстъпи Пинероло на Франция, за сметка на което градовете Трино и Алба, и техните околности са включени в Савойското херцогство. Все още напразно е търсено и разширение към Женева. Тези икономически и политически събития не са от полза за икономиката и бъдещата история на Савойското херцогство. Те утежняват и без това трудната вътрешна ситуация след смъртта на Виктор Амадей I, наследен от синовете му Франц Хиацинт Савойски и след смъртта му на 6-годишна възраст – от второродния му син Карл Емануил II. И в двата случая регентството е поверено на майка им Мария Кристина Бурбон-Френска, която става „Кралска мадам“ за народа, а нейните поддръжници носят името „Мадамисти“. Срещу това френско влияние, целящо да превърне Пиемонт в сателитна на Кралство Франция държава, се мобилизират кардинал Маврикий Савойски и принц Томас Франциск Савойски, чиито последователи носят названието „Принциписти“. Град Торино е обсаден от двете фракции, като Принципистите извоюват победа и го плячкосват на 27 юли 1639 г. Едва през 1642 г. е постигнато споразумение между враждуващите, но междувременно вдовицата на Виктор Амадей I е поставила на трона сина им Карл Емануил II и така управлява вместо него дори след неговото пълнолетие.
По време на регентството се възраждат и Религиозните войни. През 1655 г. войските на херцогството нападат протестантското население в Долините на валденсите и нападението е известно с името 'Пиемонтски Пасхи“. Действията им са спрени от международен натиск. Окончателното споразумение с валденсите е сключено през 1664 г.
Управлението на Карл Емануил II е първа стъпка към големите реформи на наследника му Виктор Амадей II и към следващия век: по-специално към създаването на савойските военни части и на първата публична училищна система през 1661 г. Културен човек и отличен държавник, той успява да запази уроците, дадени на Европа от Луи XIV и поради това желае да разположи двора си в разкошния Кралски дворец във Венария Реале – шедьовър на бароковото изкуство и архитектура, който пресъздава в Италия славата на Версайския дворец. Това е моментът на голямата градска експанзия и неслучайно Карл Емануил II насърчава разширяването на Торино и неговата реконструкция в бароков стил.

### От херцогство до Кралство Сицилия
Синът на Карл Емануил II – Виктор Амадей II Савойски остава под регентството на майка си – новата Кралска мадам Мария Жана Батиста Савойска-Немур в първите години на своето царуване, в които тя се опитва да присъедини Савойската корона към Испанската. По този начин тя рискува да направи компромиси със самото оцеляване на херцогството, защото Пиемонт би бил вкаран в положението на други италиански държави, поробени от чужда сила. Виктор Амадей II решително се освобождава от властта на регентката и влиза в лоши отношения с френската корона, което води до нахлуването на френски сили в херцогството. Пиемонт разгромява армията на Луи XIV в Обсадата на Кунео, но самият той е разгромен в битките при Стафарда и Марсилия.
След Деветгодишната война херцогът, участващ в първата фаза на Войната за испанското наследство заедно с Луи XIV, променяйки съюзническия фронт, успява да се справи с новото френско нахлуване в Пиемонт и да разгроми войските на маркиз Луи д'Обюсон дьо ла Фойад в Обсадата на Торино през 1706 г. Над 44 хил. френски войници обсаждат Цитаделата на Торино, защитавана от около 10 500 савойски войници, воюващи усилено от 14 май до 7 септември, когато армията, защитаваща града, под командването на херцог Виктор Амадей II и на братовчед му – принц Евгений Савойски, принуждава враговете да отстъпят. Това води до разрешаването на конфликт, предизвикал крах в Пиемонт.
В края на войната – през 1713 г. с подписването на Договора от Утрехт Виктор Амадей II получава Кралство Сицилия. През 1720 г., в съответствие с Лондонския договор от 1718 г., той го преотстъпва в замяна на Кралство Сардиния.

### Савойското херцогство и Кралство Сардиния
Савойският владетел продължава да носи титлата „Херцог на Савоя“ в допълнение към новата си титла „Крал на Сардиния“.
Първата грижа след преначертаването на границите след Договора от Утрехт от 1713 г. е укрепването на западната граница. За тази цел на арх. Иняцио Бертола е възложено да укрепи Форта на Ексилес. Работата проължава над шест години до 1726 г. и фортът се превръща в шедьовър на военното изкуство.
През 1708 г. започва и строежът на Форта на Брунета, разположен на скала над градчето Суза, на орографския ляв бряг на река Дора Рипария. Той е лабиринт от тунели и казарми, считан е за непревземаем, а работните дейности отнемат 30 години.
През 1730 г. Виктор Амадей II, след като се жени с морганатичен брак за Анна Каналис – графиня на Кумиана и по-късно маркиза на Спиньо, абдикира в полза на сина си Карл Емануил III и се оттегля заедно с нея в Шамбери. Въпреки това той се завръща в Торино малко след това с намерението да възобнови поста си като Савойски херцог и Крал на Сардиния. Синът му, в съгласие с правителството, го арестува в Монкалиери, налагайки му принудителен престой в Замъка в Риволи. След като Виктор Амадей II претърпява инсулт през февруари 1731 г., той получава разрешение да се премести в Замъка на Монкалиери, където умира няколко месеца по-късно.
През 1741 г. избухва Войната за австрийското наследство и Кралство Сардиния със Савойското херцогство застават на страната на държавите, подкрепящи Мария Тереза Австрийска и валидността на Прагматическата санкция (Хабсбурги, Великобритания, Русия и др.). Френско-испанските войски под командването на Херцога на Парма – испанецът Филип I и на френския принц Луи Франсоа Бурбон-Конти, окупират Ница и Савоя през 1744 г., влизат в Пиемонт, окупирайки Монферат и побеждават савойските войски при Мадона дел'Олмо, но не успяват да завладеят Кунео, чиято обсада скоро изоставят. Войната се развива с възходи и падения: на следващата година французите се опитват да нахлуят в херцогството, преминавайки през Мон Сени и атакувайки Форта на Ексилес, където са отблъснати от оръдейни изстрели. През 1747 г. френските войски начело с генерал Луи Шарл Арман Фуке дьо Бел-Ил минават по билото, разделящо Вал Кизоне от Горна Вал ди Суза, за да заобиколят Форта на Ексилес, но това завършва с тежко френско-испанско поражение на платото на хълма Асиета. Това е последният епизод от Войната за австрийското наследство, който пряко засяга херцогството. Въпреки това с Мира от Аахен от 18 октомври 1748 г., с който завършва тази война, херцогството/Кралството придобиват графствата Анджера, Виджевано, Вогера и Бобио, простирайки източните си граници до Тичино.
Към края на първата половина на 18 век Савоя – част от територията на едноименното херцогство, е разделена на шест провинции: реалната провинция Савоя, долината Мориен, Тарантез, Шабле, Женевоа и Фосини.

### Войната на Алпите
По време на Френската революция, на 8 септември 1792 г. външният министър на Франция Лебрюн-Тондю заповядва на армията да нахлуе в Савоя.
На 22 септември 1792 г. френските войски, по заповед на ген. Ан-Пиер дьо Монтескьо-Фезонсак, влизат в Шамбери, посрещнати добре от населението, което е недоволно от господството на Савоя. На 29 септември френската революционна армия окупира Ница, изоставена набързо от пиемонтския генерал-губернатор Куртен при първата поява на войските на френския генерал Жак Бернар д'Анселм. На 27 ноември с указ на френския Национален конвент цяла Савоя е присъединена към Франция и малко след това, на 13 януари 1793 г., същата съдба сполетява и Ница. През пролетта на същата година Виктор-Амадей III се опитва да превземе Ница, като поверява командването на войските си на възрастния австрийски генерал Де Винс, но те са отблъснати от французите начело с генерал Жак Франсоа Дюгомие в Сен Мартен дю Вар.
През 1796 г. с Първата си италианска кампания Наполеон Бонапарт разгромява тежко армията на Пиемонт. Примирието от Кераско от 28 април 1796 г., потвърдено няколко седмици след Парижкия мирен договор от май 1796 г., принуждава краля на Сардиния и херцог на Савоя да приеме анексирането към революционна Франция на Ница, От Савоа, окупацията на фортовете на Чева, Кунео и Тортона, неутралитета на Сардинското кралство и свободното преминаване на френската армия на територията на херцогството.
Междувременно в селските райони на Пиемонт има размирици. Селяните, които винаги са били на страната на монархията, сега протестират срещу лошите условия на живот в провинцията, подложена на опустошенията на войната, на увеличаващите се данъци и на лошите реколти, и се вдигат на бунт в много селища, често подтиквани от новите френски идеали.
Виктор-Амадей III, изолиран и изоставен дори от най-верните си привърженици от миналото, поразен от инсулт, умира на 70-годишна възраст в Замъка на Монкалиери. Той оставя кралството в икономически крах с напълно изпразнена хазна, загубило две основни провинции – Савоя и Ница, и опустошено от революционните войски.
Принцът на Пиемонт, който го наследява с името Карл Емануил IV, е слаб владетел и не успява да държи ситуацията под контрол. От 1798 г. нататък започват да се появяват ефимерни републики (Пиемонтска, Лигурска, Цизалпийска), много от които са предизвикани от пиемонтски военни и цивилни бегълци, насърчавани и подкрепяни от Франция чрез френския посланик в Торино Женгенè.
Главният сблъсък е на 14 април 1798 г. между Гравелона Точе и Орнавасо, където 4000 савойски войници побеждават след кървави сражения бунтовниците, окупирали Интра и Паланца (подселища на днешна Вербания) и провъзгласили независимата Цизалпийска република. Битката, която завършва с пленяването на 100 въстаници, е последвана от разстрела на затворниците.
Друга концентрация на бунтовници има в Горна провинция Овада. Савойските войски могат да ги обезоръжат, едва след като преминат през част от територията на Република Генуа, която обявява война на Пиемонт. Войната приключва скоро благодарение на заинтересованото френско посредничество. В близост до Алесандрия с френско одобрение е брутално потушено още едно голямо въстание. Скоро след това обаче Франция обвинява Карл-Емануил IV в съучастие с Фердинанд I от Кралството на двете Сицилии. На 23 октомври 1798 г. Фердинанд I, в нарушение на Парижкия мирен договор от май 1796 г., влиза във война с френските войски, разположени в Рим, а войските му под командването на австрийския генерал Карл фон Мак атакуват Римската република. Това кара Карл-Емануил IV да се откаже от херцогството, което става френско, и да се премести в Сардиния.
От този момент херцогството временно не съществува. В Пиемонт още през 1797 г. се разгаря голям бунт срещу френския окупатор, виновен за кланетата над населението и за бруталните репресии. През 1799 г. протестът на селяните достигна своя апогей, след като в Пиемонт пристигат майор Бранда де Лучони и военна милиция. Освобождаването на Торино от австро-руската армия дава някаква надежда за завръщането на Карл-Емануил IV, но в рамките на няколко месеца французите отново окупират Пиемонт.

### Френски период
На 12 април 1801 г. пиемонтската територия на херцогството е преобразувана първоначално във френска военна дивизия, а през 1802 г. е разделена на шест департамента и е включена напълно във френската територия. Това продължава до Реставрацията на Бурбоните, одобрена от Виенския конгрес през 1814 г. Освен териториалното възстановяване на предходното статукво конгресът одобрява и предоставянето на лигурските територии, принадлежали на Генуезката република, на Кралство Сардиния.
Виктор Емануил I, наследил брат си Карл Емануил IV след абдикацията му през 1802 г., издава едикт на 16 декември 1816 г., с който в трансалпийските територии на херцогството са възстановени девет провинции, вкл. тази на реалната провинция Савоя, включващи 12 района и 142 общини.
Херцогството остава да съществува формално до т. нар. „Перфектно сливане“, извършено от Карл Алберт на 30 ноември 1847 г., който слива напълно Савойското херцогство и Кралство Сардиния, и премахва, наред с други неща, всякаква форма на мито за вътрешността на териториите под суверенитета си.

## Символи

### Знаме
Знамето на Дом Савоя, използвано за идентифициране на херцогството, е същото като това на предходното графство: бял латински кръст на червен фон. Тази емблема е възприета още по времето на Петер II Савойски. Понякога обаче предишният символ на управляващата къща – Императорският орел се завръща по официални поводи, както и други характерни елементи като Огърлицата на Светото Благовещение или Възелът на Дом Савоя, често заобиколен от розички. Този възел се появява много често: той се нарича също и „любовен възел“ или „Соломонов възел“ и украсява всяка официална инсигния на Дома, вкл. и униформата на швейцарската гвардия.
Що се отнася до оброчните знаци, савойците широко използват иконата на Света Дева Мария, с която са свързани дълбоко и която често обрамчват с Огърлицата на Светото Благовещение.
Цветът – символ на нацията е светлосиньото, чийто произход традицията свързва чак с Амадей VI Савойски, който, както казват, води експедиция срещу сарацините в Източното Средиземноморие със знаме в този цвят. Сигурното е, че синият флаг се вее върху рея на „Капитана“ – флагманския кораб на савойския флот в Битката при Лепанто през 1571 г.

### Гербове
Първият голям герб, използван от херцогския дом, е в употреба през 16 и 17 век, и е разделен на четири полета. В първото (горе вляво) са териториалните претенции на династията: Кралство Кипър, Кралство Йерусалим и Кралство Армения. Във второто (горе вдясно) е произходът на Дом Савоя (който се гордее с това, че прозлиза от Видукинд) от Саксония. Следват районите, окупирани от Савоя през вековете: Шабле, Аоста, Женевоа, Ница, Пиемонт, Монферат и Салуцо.
- Герб, използван през 15 век
- Герб, използван през 1563 г.
- Герб, използван през 1630 г.

### Девиз
Девизът на Управляващия дом и следователно на херцогството е абревиатурата FERT, върху която все още дискутират много историци. В много портолани от 16 и 17 век е изобразено знамето на Пиемонтския флот с бял кръст на червено поле, а в полетата по краищата – буквите FERT. Сред различните тълкувания на това мистериозно съкращение са: Fortitudo Eius Rhodum Tenuit (от латински: Неговата сила съхрани Родос) във връзка с подвига на Амадей III Савойски срещу сарацините, или Fortitudo et Robur Taurinensis (от латински: Торинска сила и издръжливост) във връзка с привързаността на Дом Савоя към Торино, но има и други разнообразни интерпретации, нито една от които не е проверена.

## Политика

### Херцози на Савоя
- Амадей VIII: 1391 – 1440, херцог от 1416, антипапа Феликс V (1439 – 1449)
- Лудвиг I Стари: 1440 – 1465
- Амадей IX: 1465 – 1472
- Филиберт I: 1472 – 1482
- Карл I: 1482 – 1490
- Карл (II) Йохан Амадей: 1490 – 1496
- Филип II: 1496 – 1497
- Филиберт II: 1497 – 1504
- Карл III: 1504 – 1553
- Емануил Филиберт: 1553 – 1580
- Карл Емануил I: 1580 – 1630
- Виктор Амадей I: 1630 – 1637
- Франц Хиацинт: 1637 – 1638
- Карл Емануил II: 1638 – 1675
- Виктор Амадей II: 1675 – 1730, крал на Сицилия 1713 – 1720, крал на Сардиния
- Карл Емануил III: 1730 – 1773
- Виктор Амадей III: 1773 – 1796
- Карл Емануил IV: 1796 – 1802
- Виктор Емануил I: 1802 – 1821
- Карл Феликс: 1821 – 1831
- Карл Алберт Савойски-Пиемонт: 1831 – 1849
- Виктор Емануил II: 1849 – 1860

### Известни савойски херцози

#### Амадей VIII
Политиката на Амадей VIII е съсредоточена върху концентрирането на властта в ръцете на Савойския херцог, намалявайки значимостта на местните фракции, на васалите и на кадетските линии като тази на Савоя-Ахая, чиито територии са анексирани към прякото господство на Амадей VIII. Той се оттегля от политиката, след като получава титлата „херцог“, и през 1439 г. е избран от Схизматичния конклав за Антипапа – длъжност, от която самият Амадей се отказва 10 г. по-късно.

#### Амадей IX
Амадей IX е по-заинтересован от благотворителност отколкото от царуване и съпругата му Йоланда дьо Валоа многократно изпълнява тази задача вместо него. След неговото управление следва труден период за херцогството, което се оказа отслабено и управлявано от незначителни херцози, и се забърква във войни с чужди сили.

#### Карл II
Карл II, известен като „Добрия“, се сблъсква с Франция, армиите му претърпяват значимо поражение и трябва да отстъпят в посока Верчели, оставяйки град Торино, по-голямата част от Пиемонт и Савоя на чуждите войски. Той умира, без да може да освободи държавата.

#### Емануил Филиберт I
Израснал в опустошения от френско-испанските войски Пиемонт, Емануил Филиберт I успява да жонглира между двете сили, като създава компактен фронт срещу Франция и повежда испано-пиемонтска армия във Фландрия към стратегическата крепост на Сен Кантен. Там той извоюва решаваща победа, която е върхът на кариерата му на лидер и му позволява да увенчае мечтата си за завръщане в бащините територии, премествайки столицата в Торино през 1563 г. Неговата происпанска политика успява все пак да поддържа добри отношения и с Париж и той дори се оженва за френската принцеса Маргарита дьо Валоа.

#### Карл Емануил I
Единствен син на Емануил Филиберт, Карл Емануил е омъжен за Катерина Микела Хабсбургска и следва политическите стъпки на баща си, оставайки верен на каузата на Хабсбургите, въпреки че на няколко пъти враждебноста на Мадридския двор към него е очевидна. С коронясването на Филип III за крал на Испания отношенията му с Испания стават толкова напрегнати, че през 1616 г. той избягва атентат, организиран от испанското правителство.
Без големи военни успехи, Карл Емануил I не успява да превземе Маркграфство Монферат, но след Договора от Лион през 1601 г. успява да анексира териториите на Маркграфство Салуцо.

#### Виктор Амадей I
При царуването на Виктор Амадей I има смяна на съюзите: бракът с Мария Кристина Бурбон-Френска кара Пиемонт да вземе по-решително страната на френския крал Луи XIII, отстъпвайки му Пинероло и подчинявайки се на волята на своя тъст.

#### Мария Кристина Бурбон-Френска
Определена като първата Кралска мадам, Мария Кристина е регентка на първородния си син Франц Хиацинт, който почива само година след коронясването си, и на второродния си син Карл Емануил. Тя успява да поддържа стабилно управление, въпреки че не липсва раздорът с кралското семейство, което я обвинява, че се приближава твърде много до короната на френските Бурбони. Двойната обсада на Торино е красноречив пример за това вътрешно разделение.

#### Карл Емануил II
Освободен от контрола на Кралската мадам, царуването на Карл Емануил II е белязано от реформите, които трябва да бъдат осъществени в Савойската държава, като се започне от армията и се продължи във всички сфери на бюрокрацията. По същество свързан с Франция, Карл Емануил II се жени за две френски принцеси, оставяйки сина си Виктор Амадей все още млад под регентството на втората си съпруга – Кралската мадам Мария Жана Батиста Савойска-Немур.

#### Мария Жана Батиста Савойска-Немур
Енергична жена, подобно на първата Кралска мадам, Мария Жана Батиста знае как да държи властта далеч след изтичането на мандата ѝ. Именно синът ѝ я прогонва от сцената с държавен преврат, като по този начин затваря скобите на Кралската мадам и налага мъжка политическа линия.

#### Виктор Амадей II
Енергичен и решителен суверен, след като поема управлението в свои ръце, прогонвайки майка си Мария Жана Батиста Савойска-Немур, Виктор Амадей II се опира ту на Франция, ту на Австрия в опит да разшири владенията на Дом Савоя и постепенно да се освободи от игото, на което е подложен Пиемонт след преотстъпването на Пинероло и след кризата в средата на 17 век. Той успява да спечели Франция и да се утвърди като един от основните лица на италианската политическа сцена, като дори става Крал на Сицилия през 1713 г.

## Управление

### Длъжности и институции
Савойският херцог държи в ръцете си цялата държавна власт въпреки наличието на Генерални щати, привнесени отвъд Алпите. Именно херцог Емануил Филиберт I Савойски тихомълком изпразва този организъм от всякакви административни функции и в крайна сметка го премахва. Изглежда, че народът обича Ген. щати: по време на френската окупация на Шамбери през 1630 г. Луи XIII обещава да ги възстанови, а по време на въстанието на принцовете Томас и Маврикий самите те пишат на Сената на Торино, че ще ги възстановят.
Сенатът на Торино е най-висшият орган, който управлява правосъдието, както по отношение на гражданските, така и по отношение на наказателните дела. Той преценява престъпленията и присъдите му трудно биват отменяни, а ако това се е случи, отмяната е пращана на Съвета на молбите, известен още и като Държавен съвет, който гласува исковете за преразглеждане и след това ги изпраща обратно в Сената. Според тогавашния обичай наложената присъда може да бъде отменена, само ако осъдените се разкаят за вината си, което е подкрепено от паричен превод, напр. Каталоно Алфиери по време на Войната в Генуа, водена от Карл Емануил II, трябва да плати 150 хил. дуката за некоректно ръководство. Следователно само богатите могат да си позволят да избегнат наказанието.
За заемането на длъжността сенатор не се заплаща, но историкът Доменико Карути пише в „Живота на Виктор Амадей II“, че „... При Карл Емануил II е въведено заплащане на длъжността: през 1670 г. умират толкова много сенатори, че посланик Беленьо пише, че хазната е събрала около 130 хил. лири.“
Трите най-висшите служби в херцогството са: Великият канцлер е втори след самия херцог и ръководи правораздаването, председателства Държавния съвет и без неговия печат не може да се издаде едикт; Първият държавен секретар събира мненията на Съвета и информира херцога за тях, като получава от него съобщения и постановления относно онова, което трябва да се забрани; Ръководителят на финансите, който се занимава с хазната и със събирането на данъци.

### Законодателство
В гражданското законодателство, както в по-голямата част от Европа, е в сила римското право, там където то не влиза в конфликт с издадените от Принца едикти. Първият сборник от Савойски закони е от 1430 г. по волята на херцог Амадей VIII. Впоследствие е реформиран от херцог Емануил Филиберт и разделен, под регентството на Мария Жана Батиста, на два сборника – единият за Пиемонт, а другият за Савоя.
Съдиите взимат решения относно нарушенията на закона. Работата им е регулирана от Сената от времето на Емануил Филиберт, който е загрижен за нарастващата им сила и за твърде строгите им наказания. С течение на времето обаче това постановление постепенно е забравено. За да бъде обвинен човек, подобно на голяма част от Европа, често няма нужда от доказателства или свидетели, а изтезанията са широко използвани в затворите. Някои затвори са особено известни, особено тези в Чева, в Миолан, в Мирабоко и в Бар.

## Икономика
В мирно време доходите на държавата идват до голяма степен от данъци и десятъци на селяните. Все още феодалното разделение на маркграфства, баронства, комитети и т.н. означава, че местните господари често се намесват в данъчните налози, но в дадени случаи херцогът е онзи, който иска от комуните и васалите си увеличение на данъците и това е не само при война: за кръщенета или сватби Дом Савоя изразходва значителни суми и се ползва с дарения от покорените земи. Все пак условията на живот на селяните в Пиемонт по времето на Емануил Филиберт са много по-добри от онези на селяните в Савоя, често потискани от крепостничеството, въпреки че то е премахнато.
Търговията е лоша и е възпрепятствана от териториални проблеми: обменът с района на Милано, макар и многоброен, често е прихващан ту от френски, ту от испански военни контингенти. Към морето планините затрудняват достъпа на стоки, които, за да могат да отидат надалеч, трябва да отпътуват от пристанищата на Ница или на Онеля. Търговията с Франция е най-плодотворна, особено заради присъствието на столетния „Френски път“ и заради изграждането на големи пътища като днешния бул. Франча в Торино. Търговската буржоазия, ако изобщо присъства, до голяма степен е пасивна.

## География
Савойското херцогство се простира в обширна област в днешните Франция и Италия. Столицата Шамбери се намира в днешния френски департамент Савоа – първоначалната територия на управляващия дом. И земите на днешния френски департамент От Савоа са част от херцогството, което включва и цяла Вале д'Аоста, и обширни райони на Пиемонт, стигайки до средиземноморския бряг в Графство Ница.
В Пиемонт разширяването на херцогството има много по-малко маркирани граници, тъй като непрекъснатите войни с местните господари, по-специално с маркграфовете на Монферат, с тези на Салуцо, с Висконти и с Анжуйците непрекъснато променят границите на Савойското господство. Все пак през 1418 г. Торино и Пинероло са включени директно под суверенитета на Амадей VIII Савойски и първоначално са принадлежали на кадетския клон на династията – Савоя-Ахая. С пълното подчинение на тези изключително важни територии херцогството решително премества центъра си към Италия. Когато през 1424 г. е основано Княжество Пиемонт, Торино, Монкалиери, Киери, Савиляно, Пинероло, Фосано, Кунео, Биела, Ивреа и Аоста са част от него. Добавени са и Верчели, получен по мирен начин от херцога на Милано Филипо Мария Висконти, Крешентино, Трино, Кивасо, Монкалво и Понтестура, отнети от маркграфа на Монферат Джовани Джакомо Монфератски. Още едно важно място – Карманьола е присъединено към Княжеството през 1487 г. след войната между Карл I Савойски и маркграфа на Салуцо Лудвиг II.
През вековете значението на херцогските земи в Италия измества това на френската част до такава степен, че самата столица е преместена в Торино. С течение на времето различни териториални анексии, по-специално това на Маркграфство Салуцо, разширяват господството на Савоя с Пиемонт.
Именно поради географското си положение, което е от изключително значение като място за задължителен транзит между Италия и Франция, херцогството трябва да изтърпи доста войни през вековете. Според италианския историк Енрико Стумпо войната в Пиемонт никога не би могла да бъде избегната. Стумпо напомня за това колко често неутралитетът на италианските владетели по време на конфликти между големите на деня е многократно нарушаван от военни набези, плячкосваня и десятък, така че Савойското херцогство поради жизненоважното си значение за транзита и за хегемонията на полуострова не би могло да не подкрепи някоя от враждуващите фракции.

### Политическа география
Пиемонт и Савоя са разделени по волята на Карл Емануил I на 12 провинции, начело на които е поставен Интендант или Референдарий. Към тях е добавен Монферат при анексирането му към Савойския дом. Херцогство Аоста се различава от тях, защото има собствена съдебна система.

### Основни градове
- Шамбери (столица), савойски от 10 век
- Торино (столица), савойски от 1280 г.
- Аоста, савойска от 10 век
- Пинероло, савойски от 1243 г. (френски от 1536 до 1574 г. и от 1631 г. до 1696 г.)
- Кунео, савойски от 1347 г.
- Киери, савойски от 1347 г.
- Савиляно, савойски от 1349 г.
- Ивреа, савойска от 1356 г.
- Биела, савойска от 1377 г.
- Ница, савойска от 1388 г.
- Анси, савойски от 1401 г.
- Верчели, савойски от 1427 г.
- Карманьола, савойска от 1487 г.
- Асти, савойски от 1574 г.
- Кераско, савойски от 1588 г.
- Салуцо, савойски от 1601 г.
- Алба, савойска от 1631 г.
- Казале Монферато, савойски от 1713 г.

## Места от културен интерес
Останки от Савойското херцогство са видими в много райони на Пиемонт и на Савоя. Торино е градът, който е пример за неговото бароково изкуство и архитектура. Савойските херцози събират в Торино известни художници, за да украсят сградите, превръщайки столицата в сцена на дворцовия живот. Централният площад – Пиаца Кастело е шедьовър на архитекта от Умбрия Асканио Витоци и е проектиран през 1584 г. по волята на Карл Емануил I Савойски. Цели векове история на града се оглеждат в него: на първо място Палацо Мадама, чиято фасада е дело на Филипо Ювара, извикан в двора от Виктор Амадей II. Друго дело с огромна стойност поради фиността на постигнатото там изкуство е малката Кралска църква на Св. Лаврентий – един от шедьоврите на архитекта от Киети Гуарино Гуарини, чието творение е и Параклисът на Плащаницата, разрушен от пожар през 1997 г. и отворен за посещение през 2020 г. Параклисът е неразделна част от Катедралата на Торино, построена в херцогския период към края на 15 век и е единственият свидетел на ренесансовото изкуство в града.
Архитект Карло ди Кастеламонте създава площад Св. Карл, в чийто център се намира паметникът на Емануил Филиберт на кон. Площадът датира от второто разширение на града през 17 век и е по поръчка на Карл-Емануил II; той е украсен с двете църкви близнаци на Св. Кристина и на Св. Карл. Гуарино Гуарини проектира Палацо Кариняно на едноименния площад. По същото време са открити ул. „По“ и ул. „Рома“.
Извън града династия Савоя се заобикаля с разкошни дворци и сгради, украсени от най-добрите художници, които превръщат Торино до края на 18 век в строителна площадка за живописта и скулптурата с блясъка на кралската епоха. От херцогския период са замъкът на Мирафиори (днешен квартал на Торино), по-късно разрушен, замъкът Валентино, вдъхновен от френските имения по Лоара, Кралският дворец във Венария Реале по поръчка на Карл Емануил II и поверен на архитекта Амедео ди Кастеламонте, както и вече съществуващите Замък в Риволи и Кралски замък в Монкалиери, проектирани от Карло ди Кастеламонте.
Като религиозни сгради изпъкват Светилището на Викофорте, поръчано от Карл Емануил I и поверено на Асканио Витоци, и старата църква на Светилището в Оропа, по която работят Филипо Ювара и Гуарино Гуарини.
Савойски останки от онзи период има в редица населени места: известната Порта дел Белведере в град Кераско, църквата Санта Катерина на Гуарино Гуарини в град Казале Монферато, в град Киери, претърпял архитектурна реконструкция по волята на Карл Емануил I, херцогският замък в градчето Алие и кралският замък в град Ракониджи.

### Театърът на Савойските държави
Театърът на Савойските държави (на латински: Theatrum Statuum Sabaudiae) е колекция от изображения на кралски резиденции, църкви и места, принадлежали на Савойските държави в края на 17 век. Подобно на съвременно списание за пътешествия, Театърът e предназначен за реклама на Пиемонт извън херцогството. Идеята за това се ражда при Карл-Емануил II. До 21 век са запазени 145 таблици, представляващи разрез на живота в херцогските държави през 17 век. Става въпрос за подробни карти на градове, рисунки на паметници, църкви, дворци – всичко на „промоционално“ ниво, за да придаде все по-голямо значение на херцогството.
Изображенията са създадени през 1682 г. и са дело на холандската типография Blaeu от Амстердам, и се разпространяват в европейските дворове. И през 21 век те представляват едно от най-важните свидетелства за изкуството в двора на Савойското херцогство.

## Език
По нареждане на херцог Амадей VIII съществуват два официални езика на държавата: италианският и френският език. Френският език е преобладаващ въпреки тенденцията на държавата да се простира на изток, в Паданската низина. През 1561 г. Емануил Филиберт разпорежда всички официални документи да бъдат съставяни на френски език в савойските провинции, във Вале д'Аоста и в Окситанските долини, и на италиански – в Пиемонт с изключение на планинските му райони.
В почти цял Пиемонт езикът, използван на всички нива, е пиемонтският. Дори владетелите го говорят обичайно и често на официални тържества. В съдебните зали не липсват разговори на испански и на френски в зависимост от съюзите на момента. Пиемонтският език според различните райони има различни местни разновидности като тази в Монферат, в област Асти, в област Верчели и в района на Торино.
Херцогството доминира различни територии, което води и до това да се говорят и други идиоми: в планинските долини близо до френската граница се говори франко-провансалски (патоа); лигурски диалекти се говорят в района на Олтреджого и в Южно Кунео; в района на Новара, Вербания, Виджевано и Тортона, отнети от Миланското херцогство едва през 18 век, се говорят западноломбардски диалекти, а в Ница се използва местна форма на провансалски.

## Религия
Държавната религия е католицизмът. Амадей VIII е първият, който налага Римската църква като единствената законна в Пиемонт. В т. нар. Устави, които издава, се взимат първоначални мерки срещу малцинствата, вкл. и еврейското. През 1679 г. по волята на регентката Мария Жана Батиста Савойска-Немур е открито еврейското гето в Торино като първо и единствено гето в Пиемонт до 1723 г.
Валденсите също представляват значително малцинство. Толерирани или подлагани на гонения според периода, те претърпяват множество депортации, сред които тази, подписана от Виктор Амадей II, за да угоди на краля на Франция Луи XIV. Само Карл Алберт I, много по-късно, признава валденското малцинство.

## Въоръжени сили

### Армия
Пиемонт не използва собствени въоръжени сили през по-голямата част от историята си: войните се водят с наемници, а за защита на управляващия дом се използват швейцарски гвардейци. Още от времето на Амадей VIII всяка пиемонтска комуна трябва да има пехота от свои граждани, способна да издържи на война, но това са лошо подготвени части, често свързани с по-опитни наемници. Емануил Филиберт I е онзи, който пожелава създаването на пиемонтска армия, защото се нуждае от нея, за да възроди държавата след чуждото господство. Става въпрос за малко на брой сили, но херцогът не се отказва от това да ги дава на разположение и на други сили.
Между 1658 и 1659 г. Карл Емануил II разширява армията, като добавя пет национални пехотни полка с ясните имена „3-ти пехотен полк на Пиемонт“, 1-ви пехотен полк „Сан Джусто“, 11-ти пехотен полк „Казале“, 13-ти пехотен полк „Пинероло“ и Стражени полк. Това са постоянни полкове, функциониращи през цялата година, за разлика от военните части в миналото. Първият създаден полк – Стражевият е изпратен в подкрепа на Република Венеция за защитата на Ираклио срещу турците през 1669 г. Виктор Амадей II въвежда батальоните в пехотата и създава гренадирите, вдъхновени от френската военна формация: от 1685 г. във всеки пехотен полк се появява рота гренадири.
В най-добрите времена пиемонтската армия може да разчита на 100 хил. мъже, съперничащи си по брой с войниците на укрепващи сили като Прусия.

### Флот
Савойският флот няма особено значение на европейското поле: малките крайбрежни участъци на херцогството са недостатъчни за значително морско развитие. И все пак Емануил Филиберт, за да получи подкрепата на папа Пий V и за да насърчи възраждането на силата на херцогството, праща флот от три кораба за участие в битката при Лепанто през 1571 г. на име Пиемонтезецът, Маргарита и Капитана и под командването на савойския адмирал Андреа Прована ди Лейни.

### Отбрана на територията
Херцогството, кацнало на Алпите, притежава отлични места за укрепления. Сред най-важните фортове, стратегически разположени на планинските проходи на границата с Франция, са Фортът на Ексилес (вероятно място на пленничество на Желязната маска) и Фортът на Фенестреле. Защитата на планинските проходи е от основно значение, но в случай че враговете успеят да ги избегнат, Пиемонт има укрепления в доста градове.
Сред тях се отличава известната петоъгълна Цитадела на Торино, построена при Емануил Филиберт I. Тя успява да защити града в три обсади, най-известната от които е тази през 1706 г., и позволява самото оцеляване на държавата, защитавана от граф Вирих Филип фон Даун и от активно участващото във войната население.
Казале Монферато също има впечатляващи отбранителни системи, разрушени след постоянните войни през 17 век. Онова, което все още може да се наблюдава през 21 век, наречено Замък на Палеолозите в чест на предишния маркграфски дом на Монферат, е само централната крепост.
Важна укрепена цитадела е и тази в Пинероло, оспорвана през 17 век с Франция, за която тя е основно укрепление в сърцето на противниковата държава. Веруа също бива защитена от сложна система от стени, която принуждава французите на месеци обсада през 1704 г. Ница също е укрепена предвид очевидното ѝ значение за излаз на море.

## Обяснителни бележки
1. ↑  Замък Рипай е френски замък, разположен близо до град Тонон ле Бен – главен град на френско Шабле, част от деп. От Савоа.
2. ↑  Към 2019 г. всеки 11 и 12 декември в Женева, Швейцария се провежда Празник на Ескалад, с който се празнува победата от 1602 г.
3. ↑  Елизабета дьо Бурбон-Френска се омъжва за Филип – прин на Астуриите, бъдещ крал на Испания с името Филип IV.
4. 1 2 3 4 5  Това е титла, давана на някои кралици – френски принцеси. За първи път се дава на дъщерята на Анри IV – крал на Франция и на Мария де Медичи – Мария-Кристина, съпруга на херцог Виктор Амадей I. Vocabolario Treccani
5. ↑  Тук влизат разрушаването на Кралския дворец във Венария Реале – дело на французите, опустошаването на Кралските градини на Торино, разграбването на Замъка на Риволи и много други.
6. ↑  Сен Мартен дю Вар е градче в дн. деп. Алп Маритим, Франция.

## Библиографски бележки
1. ↑  La Marche de Savoye //    Архивиран от оригинала на 2018-03-10. Посетен на 2020-05-11.
2. ↑  Francesco Cognasso, I Savoia, pp. 383 – 386
3. ↑  Vaudois et protestants dans les Etats de Savoie-Piémont du XVI° au XVIII° siècle //  Sabaudia.org.   Посетен на 23.6.2020. (на френски)
4. ↑  Michele Ruggiero, Storia della valle di Susa, p. 312
5. ↑  J. Tulard – J. F. Fayard – A.Fierro, Histoire e Dictionaire de la Revolution française, Paris, Éditions Robert Laffont, 1998, ISBN 2-221-08850-6. p. 349
6. 1 2  Filippo Ambrosini, Piemonte giacobino e napoleonico, p. 13
7. 1 2 3  Filippo Ambrosini, Piemonte giacobino e napoleonico, pp. 46 – 48
8. ↑  Michele Ruggiero, La Rivolta dei Contadini Piemontesi 1796 – 1802, Ed. Piemonte in Bancarella, pp. 87 – 191
9. ↑  Савоя, подобно на Папата или на френските Бурбони, притежават собствена швейцарска гвардия.
10. ↑  Това твърдение не е потвърдено от историческите източници, но савойските владетели винаги са кичели с него. В миналото то е било толкова известно, че в старите документи не са странни следните твърдения:| „                                                                                                               | „Всъщност, според историите на най-древните акредитирани писатели Дом Савоя произхожда от най-древните кралства на Саксония [...]“. | “ |
| Giovanni Andrea Pauletti, Storia di Torino con una succinta descrizione di tutti li Stati di Casa Savoia, 1676. | |   |
11. ↑  Carlo Merlini. Palazzi e Curiosità Storiche Torinesi, stamperia Rattero, Torino.
12. ↑  Има три Сената в Пиемонт: в Торино, Шамбери и Ница.
13. 1 2  Domenico Carutti, Storia del regno di Vittorio Amedeo II, cap. II
14. ↑  Torino 1706, dalla storia al mito, dal mito alla storia.   Torino, 2007.
15. ↑  Не е изненадващо, че той е избран за Папа – титла, която противоречията на Базелския съвет след това променят на Антипапа.
16. ↑  Giuseppe Colli, Storia di Torino, Torino 2002,